# Stripes
Stripes (Br: Recrutas da Pesada) é um filme norte-americano de 1981, do gênero comédia, dirigida por Ivan Reitman.

## Sinopse
Após abandonar o trabalho de motorista de táxi, perder a namorada e ter o carro roubado, John Winger decide entrar para o Exército dos Estados Unidos, e convence o amigo Russel Ziske a fazer o mesmo. No quartel de Fort Arnold, Winger e Ziske juntamente com os recrutas Ox, Cruiser, Elmo e outros, são comandados pelo sargento Hulka. Durante o treinamento, Hulka sofre acidente e Winger assume o grupo para treina-los para a formatura. Após isto, são enviados a Milão na Itália, para apresentarem um veículo militar. Ziske e Winger resolvem passear com o veículo junto com as soldados Stella e Louise e são procurados pelo capitão Stillman. Este acaba entrando, por engano, na então Tchecoslováquia sendo ele e seu grupo aprisionados. Winger, Ziske e as garotas vão resgatá-los e retornam ao EUA como heróis.

## Elenco
- Bill Murray...... John Winger
- Harold Ramis......Russell Ziske
- Warren Oates.......Sargento Hulka
- John Larroquette....Capitão Stillman
- Sean Young........Louise
- PJ Soles......Stella
- John Candy.....Ox
- Judge Reinhold.......Elmo